# Elói Rocha
Elói José da Rocha (São Leopoldo, 3 de junho de 1907 — Porto Alegre, 29 de abril de 1999) foi um jurista brasileiro, presidente do Supremo Tribunal Federal.
Formou em 1928 na Faculdade de Direito de Porto Alegre. Foi juiz municipal em São Francisco de Paula (1928-1930). Professor de Direito Trabalhista, Civil e Comercial na Faculdade de Ciências Políticas e Econômicas de Porto Alegre. Professor e Diretor da Faculdade Católica de Filosofia de Porto Alegre. Doutor em Direito pela Faculdade de Direito de Porto Alegre (1939). Professor catedrático de Direito Industrial e Legislação do Trabalho na Faculdade de Direito da Universidade de Porto Alegre (1939-1945).
Apoiou a Revolução de 30 e o Movimento Constitucionalista eclodido em São Paulo, em 1932. Sem informação sobre sua atuação política durante o Estado Novo. Primeira legislatura. Após a Constituinte de 1946, tornou-se Secretário da Educação do Rio Grande do Sul na gestão do Governador eleito Walter Só Jobim (1947).
Concentrou sua atuação na abordagem de questões referentes ao problema dos direitos sociais dos trabalhadores e na apresentação de inúmeras emendas aos dispositivos do projeto constitucional que regulamentavam os direitos trabalhistas. Assim, ocupou a tribuna para pronunciar longo discurso examinando a legislação sobre Direito do Trabalho (XVII, 227-235), onde justificou diversas propostas contidas em suas emendas sobre o assunto e criticou o projeto constitucional por ter se omitido em relação a vários aspectos importantes dos direitos trabalhistas e da organização da Previdência Social. Também enviou à Mesa da Assembleia inúmeras declarações de voto explicitando seu posicionamento em relação a temas debatidos em plenário; assim, votou a favor da vigência da Constituição de 1937 durante os trabalhos constituintes, da indissolubilidade do vínculo matrimonial, da equiparação jurídica do casamento religioso ao civil, da obrigatoriedade do ensino religioso nas escolas públicas, do mandato de 2 anos para Deputados e de 4 anos para Senadores, e da adoção do princípio dos mandatos curtos.
Apresentou 44 emendas ao Projeto de Constituição. Destacam-se:
- 2.266, dando à União competência privativa para legislar sobre Direito do Trabalho;
- 2.652, fixando normas gerais para a organização da Justiça do Trabalho;
- 2.597 (aprovada; XXII, 333), regulamentando a competência do Supremo Tribunal Federal para dirimir conflitos entre os Tribunais Federais dos Estados;
- 2.662 (aprovada; XXII, 219), transferindo da Justiça do Trabalho para a Justiça Comum a competência para julgar os dissídios relativos a acidentes de trabalho;
- 3.161 (rejeitada; XXIII, 219), favorável à extensão da legislação trabalhista aos trabalhadores rurais;
- 3.234 (rejeitada; XXIII, 290), elevando de 10 para 20 hectares o limite da gleba de terra a ser incorporada aos posseiros em caso de apropriação por usucapião;
- 3.350 (rejeitada; XXIII, 292), incluindo na Carta Constitucional dispositivo que proibia expressamente o emprego de fundos das instituições de seguro social em atos estranhos à sua finalidade;
- 3.352, favorável à nacionalização progressiva das empresas concessionárias de serviços públicos federais;
- 3.358, proibindo a greve nos serviços públicos e acrescentando várias outras restrições ao direito de greve;
- 3.527 (rejeitada; XXIV, 162), elevando da metade para dois terços o quórum necessário para a declaração da inconstitucionalidade das leis por parte dos tribunais.